# 叔丁氧羰基

叔丁氧羰基

叔丁氧羰基（t-Boc或Boc）是一个用于保护氨基的保护基。
- 上保护基：胺与二碳酸二叔丁酯和弱碱（如碳酸钾、三乙胺等）作用。可以用两相反应，例如DCM和H2O体系。

- 脱保护基：用盐酸处理。产物为异丁烯和二氧化碳气体。